# عبد الغافر الفارسي
عبد الغافر الفارسي (451 - 529 هـ / 1059 - 1135 م) من علماء العربية والتاريخ والحديث، من أهل نيسابور.
هو عبد الغافر بن إسماعيل بن عبد الغافر ابن محمد الفارسيّ، وهو سبط أبي القاسم القشيري صاحب «الرسالة القشيرية». سافر إلى خوارزم وغزنة والهند، وتوفي بنيسابور.

## آثاره
من آثاره:
- «المفهم لشرح غريب مسلم».
- «السياق» في تاريخ نيسابور وصل به إلى سنة 518 هـ.
- «مجمع الغرائب ومنبع الرغائب» أو «مجمع الغرائب» في غريب الحديث، فرغ من تأليفه سنة 510 هـ.[3] وقد طبع الكتاب بتحقيق من عبد الله بن ناصر بن محمد القرنى (جامعة أم القرى - 1409 هـ / 1989 م).